# Lijst van coaches van het Hongaars voetbalelftal (mannen)
Dit is een lijst van bondscoaches van het Hongaars voetbalelftal mannen.

## Bondscoaches
| Naam             | Land van herkomst | Begin periode     | Einde periode     | Prijzen           | Opmerkingen/Wijze van vertrek                                       |
| ---------------- | ----------------- | ----------------- | ----------------- | ----------------- | ------------------------------------------------------------------- |
| Ferenc Gillemot  | Hongarije         | 1 oktober 1902    | 30 juni 1904      |                   |                                                                     |
| Ferenc Stobbe    | Hongarije         | 1 oktober 1904    | 30 april 1905     |                   |                                                                     |
| Alfréd Hajós     | Hongarije         | 15 maart 1906     | 30 november 1906  |                   |                                                                     |
| Ferenc Stobbe    | Hongarije         | 1 april 1907      | 30 juni 1908      |                   |                                                                     |
| Frigyes Minder   | Hongarije         | 1 november 1908   | 8 januari 1911    |                   |                                                                     |
| Ede Herczog      | Hongarije         | 1 mei 1911        | 30 oktober 1914   |                   |                                                                     |
| Frigyes Minder   | Hongarije         | 8 november 1914   | 4 november 1917   |                   |                                                                     |
| Frigyes Minder   | Hongarije         | 5 oktober 1919    | 9 november 1919   |                   |                                                                     |
| Lajos Tibor      | Hongarije         | 24 oktober 1920   | 7 november 1920   |                   |                                                                     |
| Gyula Kiss       | Hongarije         | 24 april 1921     | 29 mei 1924       |                   |                                                                     |
| Ödön Holits      | Hongarije         | 1 januari 1924    | 31 januari 1924   |                   |                                                                     |
| Lajos Máriássy   | Hongarije         | 15 augustus 1924  | 20 februari 1926  |                   |                                                                     |
| Gyula Kiss       | Hongarije         | 2 mei 1926        | 26 december 1926  |                   |                                                                     |
| Lajos Máriássy   | Hongarije         | 1 april 1927      | 30 april 1927     |                   |                                                                     |
| Lajos Máriássy   | Hongarije         | 15 september 1927 | 30 september 1927 |                   |                                                                     |
| János Földessy   | Hongarije         | 15 oktober 1928   | 15 november 1928  |                   |                                                                     |
| János Földessy   | Hongarije         | 1 april 1929      | 31 oktober 1929   |                   |                                                                     |
| Mihály Pataki    | Hongarije         | 1 april 1930      | 30 juni 1930      |                   |                                                                     |
| Frigyes Minder   | Hongarije         | 1 juni 1930       | 28 september 1930 |                   |                                                                     |
| Lajos Máriássy   | Hongarije         | 15 oktober 1930   | 15 november 1932  |                   |                                                                     |
| Ödön Nádas       | Hongarije         | 26 november 1932  | 10 juni 1934      |                   |                                                                     |
| Károly Dietz     | Hongarije         | 1 oktober 1934    | 30 juni 1939      |                   |                                                                     |
| Alfréd Schaffer  | Hongarije         | 1 januari 1938    | 31 december 1938  |                   |                                                                     |
| Dénes Ginzery    | Hongarije         | 27 augustus 1939  | 23 maart 1941     |                   |                                                                     |
| Fábián József    | Hongarije         | 6 april 1941      | 6 april 1941      |                   |                                                                     |
| Fábián József    | Hongarije         | 3 mei 1942        | 14 juni 1942      |                   |                                                                     |
| Kálmán Vághy     | Hongarije         | 15 oktober 1942   | 10 november 1943  |                   |                                                                     |
| Tibor Gallowich  | Hongarije         | 1 mei 1945        | 23 augustus 1948  |                   |                                                                     |
| Gusztáv Sebes    | Hongarije         | 1 september 1948  | 31 december 1956  | Olympische Spelen |                                                                     |
| Márton Bukovi    | Hongarije         | 7 juli 1956       | 20 juli 1957      |                   |                                                                     |
| Károly Soós      | Hongarije         | 15 augustus 1957  | 26 november 1957  |                   |                                                                     |
| Lajos Baróti     | Hongarije         | 27 november 1957  | 31 juli 1966      | Olympische Spelen |                                                                     |
| Rudolf Illovszky | Hongarije         | 10 augustus 1966  | 31 december 1967  |                   |                                                                     |
| Károly Soós      | Hongarije         | 4 januari 1968    | 31 december 1969  | Olympische Spelen |                                                                     |
| József Hoffer    | Hongarije         | 16 februari 1970  | 20 mei 1971       |                   |                                                                     |
| Rudolf Illovszky | Hongarije         | 16 juni 1971      | 30 juni 1974      |                   |                                                                     |
| József Bozsik    | Hongarije         | 24 juni 1974      | 21 juli 1975      |                   |                                                                     |
| Ede Moór         | Hongarije         | 10 oktober 1974   | 8 april 1975      |                   |                                                                     |
| János Szőcs      | Hongarije         | 9 april 1975      | 28 april 1975     |                   |                                                                     |
| Lajos Baróti     | Hongarije         | 23 juli 1975      | 30 juni 1978      |                   |                                                                     |
| Ferenc Kovács    | Hongarije         | 18 juli 1978      | 30 juni 1979      |                   |                                                                     |
| Károly Lakat     | Hongarije         | 5 juli 1979       | 31 mei 1980       |                   |                                                                     |
| Kálmán Mészöly   | Hongarije         | 30 mei 1980       | 30 juni 1980      |                   |                                                                     |
| Kálmán Mészöly   | Hongarije         | 1 juli 1980       | 3 juni 1983       |                   |                                                                     |
| György Mezey     | Hongarije         | 23 juni 1983      | 9 juni 1986       |                   |                                                                     |
| Imre Komora      | Hongarije         | 4 augustus 1986   | 18 december 1986  |                   |                                                                     |
| József Verebes   | Hongarije         | 18 december 1986  | 23 augustus 1987  |                   |                                                                     |
| József Garami    | Hongarije         | 25 augustus 1987  | 2 december 1987   |                   |                                                                     |
| László Bálint    | Hongarije         | 3 december 1987   | 5 juli 1988       |                   |                                                                     |
| György Mezey     | Hongarije         | 13 juli 1988      | 11 december 1988  |                   |                                                                     |
| Bertalan Bicskei | Hongarije         | 1 januari 1989    | 31 december 1989  |                   |                                                                     |
| Kálmán Mészöly   | Hongarije         | 1 januari 1990    | 27 september 1991 |                   |                                                                     |
| Róbert Glázer    | Hongarije         | 2 oktober 1991    | 11 december 1991  |                   |                                                                     |
| Emerich Jenei    | Roemenië          | 1 januari 1992    | 31 maart 1993     |                   |                                                                     |
| Ferenc Puskás    | Hongarije         | 9 april 1993      | 22 juni 1993      |                   |                                                                     |
| József Verebes   | Hongarije         | 25 juli 1993      | 8 juni 1994       |                   |                                                                     |
| Kálmán Mészöly   | Hongarije         | 1 augustus 1994   | 31 maart 1996     |                   |                                                                     |
| János Csank      | Hongarije         | 10 april 1996     | 10 maart 1998     |                   |                                                                     |
| Bertalan Bicskei | Hongarije         | 23 maart 1998     | 2 september 2001  |                   |                                                                     |
| Imre Gellei      | Hongarije         | 3 september 2001  | 21 november 2003  |                   | Ontslag genomen, Lothar Matthäus vervangt hem                       |
| Lothar Matthäus  | Duitsland         | 1 januari 2004    | 31 december 2005  |                   | Contract getekend bij Atlético Paranaense,Péter Bozsik vervangt hem |
| Péter Bozsik     | Hongarije         | 16 maart 2006     | 26 oktober 2006   |                   | Ontslag genomen                                                     |
| Péter Várhidi    | Hongarije         | 1 november 2006   | 14 december 2006  |                   | Interim                                                             |
| Péter Várhidi    | Hongarije         | 15 december 2006  | 24 april 2008     |                   | Ontslagen, Erwin Koeman vervangt hem                                |
| Erwin Koeman     | Nederland         | 24 april 2008     | 23 juli 2010      |                   | Ontslagen, Sándor Egervári vervangt hem                             |
| Sándor Egervári  | Hongarije         | 23 juli 2010      | 12 oktober 2013   |                   | Ontslag genomen                                                     |
| József Csábi     | Hongarije         | 13 oktober 2013   | 10 november 2013  |                   | Interim, Attila Pintér vervangt hem                                 |
| Attila Pintér    | Hongarije         | 19 december 2013  | 11 september 2014 |                   | Ontslagen, Pál Dárdai vervangt hem                                  |
| Pál Dárdai       | Hongarije         | 18 september 2014 | 31 december 2014  |                   | Interim                                                             |
| Pál Dárdai       | Hongarije         | 1 januari 2015    | 19 juli 2015      |                   | Bernd Storck vervangt hem                                           |
| Bernd Storck     | Duitsland         | 20 juli 2015      | 17 oktober 2017   |                   | Vertrokken na wederzijds overleg                                    |
| Zoltán Szélesi   | Hongarije         | 20 oktober 2017   | 14 november 2017  |                   | Interim, Georges Leekens vervangt hem                               |
| Georges Leekens  | België            | 15 november 2017  | 19 juni 2018      |                   | Ontslagen, Marco Rossi vervangt hem                                 |
| Marco Rossi      | Italië            | 19 juni 2018      |                   |                   |                                                                     |

MLSZ · A-internationals · Selecties · Bondscoaches · Hongaars vrouwenelftal · Olympisch elftal · Hongarije U21 · Hongarije U20 · Hongarije U19 · Hongarije U18 · Hongarije U17 · Hongarije U16
1902 – 1919 · 
1920 – 1929 · 
1930 – 1939 · 
1940 – 1949 · 
1950 – 1959 · 
1960 – 1969 · 
1970 – 1979 · 
1980 – 1989 · 
1990 – 1999 · 
2000 – 2009 · 
2010 – 2019 ·
2020 − 2029
EK's:
1964 · 
1972 · 
2016 ·
2020 ·
2024
WK's:
1934 · 
1938 · 
1954 · 
1958 · 
1962 · 
1966 · 
1978 · 
1982 · 
1986
OS:
1912 · 
1924 · 
1936 · 
1952 · 
1960 · 
1964 · 
1968 · 
1972 · 
1996
1902 · 
1903 · 
1904 · 
1905 · 
1906 · 
1907 · 
1908 · 
1909 · 
1910 · 
1911 · 
1912 · 
1913 · 
1914 · 
1915 · 
1916 · 
1917 · 
1918 · 
1919 · 
1920 · 
1921 · 
1922 · 
1923 · 
1924 · 
1925 · 
1926 · 
1927 · 
1928 · 
1929 · 
1930 · 
1931 · 
1932 · 
1933 · 
1934 · 
1935 · 
1936 · 
1937 · 
1938 · 
1939 · 
1940 · 
1941 · 
1942 · 
1943 · 
1944 · 
1945 · 
1946 · 
1947 · 
1948 · 
1949 · 
1950 · 
1952 · 
1952 · 
1953 · 
1954 · 
1955 · 
1956 · 
1957 · 
1958 · 
1959 · 
1960 · 
1961 · 
1962 · 
1963 · 
1964 · 
1965 · 
1966 · 
1967 · 
1968 · 
1969 · 
1970 · 
1971 · 
1972 · 
1973 · 
1974 · 
1975 · 
1976 · 
1977 · 
1978 · 
1979 · 
1980 · 
1981 · 
1982 · 
1983 · 
1984 · 
1985 · 
1986 · 
1987 · 
1988 · 
1989 · 
1990 · 
1991 · 
1992 · 
1993 · 
1994 · 
1995 · 
1996 · 
1997 · 
1998 · 
1999 · 
2000 · 
2001 · 
2002 · 
2003 · 
2004 · 
2005 · 
2006 · 
2007 · 
2008 · 
2009 · 
2010 · 
2011 · 
2012 · 
2013 · 
2014 · 
2015 ·
2016 ·
2017 ·
2018 ·
2019 ·
2020 ·
2021 ·
2022 ·
2023 ·
2024
Albanië ·
Algerije ·
Andorra · 
Antigua en Barbuda ·
Argentinië ·
Armenië ·
Australië ·
Azerbeidzjan ·
België ·
Bohemen ·
Bolivia ·
Bosnië en Herzegovina ·
Brazilië ·
Bulgarije ·
Canada ·
Chili ·
China ·
Colombia ·
Costa Rica ·
Cyprus ·
Denemarken ·
DDR ·
Duitsland ·
Egypte ·
El Salvador ·
Engeland ·
Estland ·
Faeröer ·
Finland ·
Frankrijk ·
Georgië ·
Griekenland ·
Ierland ·
IJsland ·
India ·
Iran ·
Israël ·
Italië ·
Ivoorkust ·
Japan ·
Joegoslavië ·
Jordanië ·
Kazachstan · 
Koeweit ·
Kosovo · 
Kroatië ·
Letland ·
Libanon ·
Liechtenstein ·
Litouwen ·
Luxemburg ·
Malta ·
Mexico ·
Moldavië ·
Montenegro ·
Nederland ·
Nederlands-Indië ·
Nieuw-Zeeland ·
Noord-Ierland ·
Noord-Macedonië ·
Noorwegen ·
Oekraïne ·
Oostenrijk ·
Paraguay ·
Peru ·
Polen ·
Portugal ·
Qatar ·
Roemenië ·
Rusland ·
San Marino ·
Saoedi-Arabië ·
Schotland ·
Servië ·
Slovenië ·
Slowakije ·
Sovjet-Unie ·
Spanje ·
Tsjechië ·
Tsjecho-Slowakije ·
Turkije ·
Uruguay ·
Verenigde Arabische Emiraten ·
Verenigde Staten ·
Verenigd Koninkrijk ·
Wales ·
Wit-Rusland ·
Zuid-Korea ·
Zweden ·
Zwitserland
Brazilië (1954) · 
Duitsland (2021) ·
Frankrijk (2021) · 
IJsland (2016) · 
Italië (1938) · 
Oostenrijk (2016) · 
Portugal (2021) · 
West-Duitsland (1954, 2)